# تينا شيتشتل
تينا شيتشتل (بالألمانية: Tina Schiechtl)‏ مواليد 15 يناير 1984 في كتسبويل، هي لاعبة كرة مضرب نمساوية بدأت مسيرتها كمحترفة سنة 2000. أعلى تصنيف لها في الفردي كان المركز الـ 230 في سنة 2006. أعلى تصنيف لها في الزوجي كان المركز الـ 1033 في سنة 2013.

## النهائيات

### الزوجي: النهائي: 1 (0–1)
| الحصيلة | NO | التاريخ       | الدورة           | الأرضية | الشريك       | المنافس في النهائي                     | النتيجة  |
| الوصافة | 1. | 8 فبراير 2005 | مايوركا، إسبانيا | ترابية  | أولغا بروزدا | أدريانا غونزاليس بيناس رومينا أوبراندي | 3–6, 5–7 |

## روابط خارجية
- تينا شيتشتل على موقع رابطة محترفات التنس (الإنجليزية)
- تينا شيتشتل على موقع الاتحاد الدولي لكرة المضرب (الإنجليزية)
- تينا شيتشتل على موقع إي إس بي إن.كوم (الإنجليزية)